# Richard Huckle
Richard William Huckle (Ashford, 14 maggio 1986 – York, 13 ottobre 2019) è stato un criminale britannico, condannato come pedofilo e maniaco sessuale.

## Biografia
Huckle nacque in una famiglia borghese di ceto medio ad Ashford, Kent, il 14 maggio 1986. Nel periodo in cui frequentò la Harvey Grammar School di Folkestone, i suoi amici lo descrissero come un ragazzo solitario, ma non fuori dalla norma.
All'età di 16 anni, prima di lasciare la Harvey Grammar School per studiare nel vicino South Kent College, prese parte a una spedizione di un mese per visitare una scuola in Namibia.
Huckle era un membro della Ashford Baptist Church, dove veniva descritto come un uomo tranquillo. Era membro di una chiesa di Londra, che ha continuato a frequentare fino al momento del suo arresto nel gennaio 2015. Dopo aver abbandonato la scuola, a 19 anni, Huckle trascorse un anno sabbatico in Malesia dal 2005 al 2006. Vi tornò regolarmente, aiutando le chiese e le comunità locali, prima di trasferirsi lì permanentemente nel 2010.
Huckle si iscrisse poi a un breve corso CELTA (Certificate in English Language Teaching to Adults) con il British Council prima di iniziare a lavorare come fotografo freelance nella zona di Kuala Lumpur. Frequentò un corso di informatica presso un'università locale, sperando di migliorare la sua carriera e il suo status all'interno della comunità.
Oltre alla Malesia, dove si sono verificati tutti i crimini per cui fu condannato, e la Cambogia, menzionata anche nel processo, dove è noto che rapì due sorelle di 4 e 6 anni nel 2006. Huckle viaggiò molto nel Sud-Est Asiatico verso paesi come Singapore, Laos e India.

## Malesia
In un report, la giornalista della BBC Bronagh Munro, mentre stava lavorando a un documentario sul caso intitolato The Gap Year Paedophile, scrisse di aver trovato il diario di Huckle e che le rivelazioni al suo interno la fecero rabbrividire.
"Ha scritto un manuale per spiegare agli altri pedofili come farlo loro stessi" scrive Munro "si vantava addirittura di quanto fosse facile, per un uomo bianco del suo status, guadagnarsi la fiducia delle comunità più povere e vulnerabili, entrare nelle loro vite e case e abusare dei loro figli, piuttosto che sedurre i bambini delle classi sociali medie".
Munro scrisse che in Malesia Huckle soleva mascherarsi da devoto cristiano e insegnante di inglese, garantendosi così l'accesso ai bambini tramite chiese, scuole e orfanotrofi. È stato rivelato che, mentre era in India, persuase un pastore a invitarlo in un orfanotrofio a Bangalore per scattare foto e fare video con i bambini, fingendosi un insegnante. Spesso usava come pretesto una gita, oppure si offriva di portarli a casa sua per il giorno del loro compleanno. Somministrava ai bambini bevande alcoliche e droghe, poi abusava di loro e condivideva le proprie azioni con altri pedofili all'interno del dark web.
A detta di Huckle a nessuno importava la fine di quei bambini. "Ho fatto bingo, una bambina di 3 anni mi è fedele come il mio cane e a nessuno sembra importare". Il giornalista Malese Mahi Ramakrishnan, che nel 2016 ha avuto modo di conoscere alcune delle vittime di Huckle, ha rivelato che a una bambina, dopo aver raccontato lo stupro alla famiglia, era stato detto di tenere la bocca chiusa.
Huckle aveva persino parlato di sposare una delle sue giovani vittime in modo da poter creare una casa adottiva e abusare di "un ciclo di bambini" che sarebbero passati attraverso la sua casa e avrebbero trasformato la creazione di materiale pedopornografico in un lavoro a tempo pieno.
Le vittime accertate di Huckle sono tutte malesi o cambogiane, ma le autorità credono ci sia una forte probabilità che il criminale abbia agito anche nel Regno Unito.

## Arresto
Huckle fu arrestato dalla National Crime Agency britannica all'aeroporto di Londra-Gatwick il 19 dicembre del 2014, appena rientrato dalla Malesia per trascorrere il Natale con la propria famiglia.
L'arresto avvenne a seguito di una soffiata da parte della Task Force Argos, filiale del servizio di polizia del Queensland, responsabile delle indagini sullo sfruttamento e l'abuso di minori online, che già da tempo sospettava gli affari illeciti di Huckle.
Gli agenti della polizia australiana erano infatti a conoscenza di una rete di pedofili che operava nel dark web sotto il nome di The Love Zone (TLZ), accessibile solamente tramite password segrete. Fu trovata la pagina Facebook di un membro del gruppo, che si distingueva per l'utilizzo dell'insolito saluto "hiyas" e per una particolare lentiggine che gli ricopriva un dito della mano. Il profilo era falso, ma le foto di un veicolo portarono la polizia a Shannon McCoole, un assistente sociale di Adelaide. Fu emesso un mandato per l'arresto dell'uomo, che venne condannato a 35 anni di carcere. La Task Force Argos assunse dunque l'identità di McCoole nella TLZ e gestì il suo sito per breve tempo, salvando così 85 bambini dagli abusi in corso e arrestando centinaia di pedofili. Tra questi, trovarono anche lo stesso Huckle, la cui vera identità fu facilmente scoperta, così come la notizia del suo imminente ritorno nel Regno Unito. La polizia rivelò che al momento dell'arresto il criminale portava con sé un computer criptato e una fotocamera, che contenevano al loro interno più di 20.000 immagini di pedopornografia, 1.000 delle quali rappresentavano lo stesso Huckle intento a commettere abusi su minori, inclusi stupri.
In totale le vittime riconoscibili dalle immagini furono 29, ma è molto probabile che ce ne siano state almeno altre 200 per tutto il Sud Est Asiatico, in quanto Huckle aveva creato un registro in cui aveva segnato la scala di abusi subiti da ogni vittima; senza contare che il computer del criminale presentava delle parti criptate, che le autorità non furono in grado di accedere a causa del rifiuto di questi di fornire agli ufficiali le password necessarie, che probabilmente nascondono migliaia di altre foto.
Huckle, durante il primo interrogatorio, si rifiutò di rispondere alle domande degli ufficiali e, poiché non aveva precedenti penali e non ricopriva alcuna posizione di responsabilità nei confronti di minori, venne rilasciato temporaneamente su cauzione, a condizione che rimanesse nella casa dei propri genitori, mentre la sua macchina fotografica e il computer vennero sequestrati.
Una volta pagata la cauzione cercò inizialmente di difendere la propria innocenza; successivamente però ammise le sue colpe e i genitori stessi si rifiutarono di dargli asilo e pregarono la polizia di riprenderlo sotto custodia. Huckle è stato così nuovamente arrestato e accusato di 91 reati. Gli fu negato il rilascio su cauzione, e venne trasferito dal carcere di Lewes al carcere Belmarsh di Londra in attesa del processo.

## Processo
In una prima udienza presso l'Old Bailey, il 1º gennaio 2016, Huckle si dichiarò non colpevole di tutte le 91 accuse, che richiesero più di un'ora per essere lette in tribunale, e i pubblici ministeri iniziarono a preparare tre processi separati, affinché il caso non fosse sottoposto ad un'unica giuria. Ad aprile, durante un'udienza preliminare, Huckle si dichiarò tuttavia colpevole di 71 delle 91 accuse. A seguito della sua confessione, i pubblici ministeri, guidati da Brian O'Neill QC, non perseguirono il procedimento giudiziario contro le restanti 20 accuse, e richiesero di mentire in giudizio, al fine di risparmiare alla giuria l'orrore di dover guardare immagini grafiche e video di abusi su minori, anche perché i 71 reati che Huckle aveva confessato erano considerati comunque sufficienti per una lunga pena. Il processo fu dunque chiuso il 3 gennaio dello stesso anno e la condanna emessa il 6.
In tribunale furono mostrate prove di una lunga serie di orribili violenze sessuali su bambini dai 6 mesi ai 12 anni, iniziati da Huckle durante l'anno sabbatico nel 2006 e proseguiti per otto o nove anni fino all'arresto nel 2014. Le 71 accuse di cui Huckle si dichiarò colpevole comprendevano:
- 14 accuse di stupro di bambini di età inferiore a 12 anni;
- 5 accuse di penetrazioni digitali di bambini di età inferiore a 12 anni;
- 31 accuse violenze sessuali su bambini di età inferiore a 12 anni;
- 6 accuse di aver avuto una relazione con un bambino di età inferiore a 12 anni;
- 14 accuse di possesso, creazione e distribuzione di pedopornografia;
- 1 accusa di agevolazione della commissione di reati sessuali su minori attraverso la creazione di un manuale per pedofili intitolato Pedophiles And Poverty: Child Lover Guide.

Huckle è stato perseguito ai sensi della Sezione 72 dei Sexual Offences Act 2003, che consente ai cittadini britannici di essere processati e condannati nel Regno Unito per i crimini di pedofilia commessi all'estero. Sebbene non sia una legge molto utilizzata, Huckle infatti risulterebbe essere solo la settima persona a essere perseguita ai sensi di questa, i suoi crimini sono stati considerati gravi abbastanza per farne uso e Huckle è stato nominato "il peggiore pedofilo" britannico. Durante l'udienza di condanna, l'avvocato di Huckle, Philip Sapsford QC, lesse una dichiarazione di "pentimento" di Huckle.
Sapsford chiese inoltre al giudice di prendere in considerazione la giovane età del suo cliente, il suo rimorso e l'assenza di reati precedenti. Citò un rapporto psichiatrico secondo il quale Huckle aveva un'esperienza sessuale limitata con le donne e soffriva di depressione da adolescente.
All'Old Bailey, il 6 giugno 2016, il giudice Peter Rook QC condannò Huckle a 22 ergastoli, con una pena detentiva minima di 25 anni prima di poter richiedere la condizionale.
Prima di emettere la sentenza, il giudice dichiarò che Huckle aveva condotto una campagna di stupro:

## Morte
Il 13 ottobre 2019, all'età di 33 anni, Huckle fu trovato strangolato e pugnalato a morte nella sua cella nella prigione di Full Sutton, vicino a York. 
Paul Fitzgerald, un detenuto del carcere a York, nel Regno Unito aveva violentato e ucciso Richard Huckle, suo compagno di cella. Secondo quanto lui stesso ha dichiarato, lo avrebbe fatto per vendicare tutte le vittime innocenti di cui l’uomo aveva approfittato fisicamente e con crudeltà. “Volevo che sentisse quello che sentivano tutti quei bambini” ha infatti spiegato, dopo averlo strangolato con una stringa.
Ma non si è limitato a quello; prima di ucciderlo infatti Fitzgerald gli ha infilato una penna nel naso e lo ha seviziato e violentato con un utensile da cucina. Solo in quel modo, a suo parere, ricevendo un assaggio di tutto il male arrecato alle giovanissime vittime, avrebbe veramente pagato per le sue empie azioni. Il detenuto si è quindi difeso, affermando: “Quest’uomo ha stuprato e abusato di bambini per divertimento. Avrebbe potuto anche ucciderli. Sono propenso a pensare che abbia fatto di peggio che stuprarli”.